# 蘇元泰
蘇元泰是中華職業棒球大聯盟的資深翻譯員，他在輔仁大學時就讀英文系，畢業後於牛耳藝術任職，1995年時因為在報紙上看到味全龍隊徵求英語翻譯員的廣告而前去應徵，面試他的是趙士強和陳傳欣，錄取之後，他投入翻譯工作，並隨著味全龍在1999年解散而離開。在徐生明推薦下，於2001年加入那魯灣雷公隊，因為在翻譯過程中與洋將產生嫌隙，便在同年辭職，回家中營造廠協助與外國工程師溝通。2004年在麥可·賈西亞和大威（Daniel David）推薦下加入統一獅隊，翻譯資歷超過20年，接觸過的外國球員超過150位。除了擔任翻譯，他還經常替外國球員及其親眷處理生活事務，或帶他們參觀台灣觀光景點。